# Vendredi: une correspondance surréaliste
Vendredi – une correspondence surrealiste war ein Kunstprojekt des belgischen Surrealismus in Form einer Zeitschrift, herausgegeben von Paul Colinet und Marcel Piqueray.

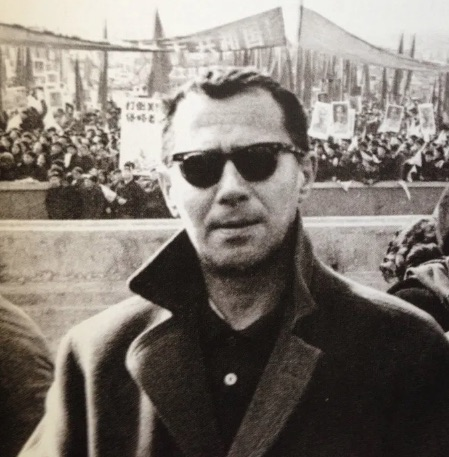
Marcel Mariën (1964)

Im Jahr 1949 gab der surrealistische Künstler Paul Colinet (1898–1957), ein Mitglied der Brüsseler Surrealistengruppe, mit seinem Neffen Robert Willems (1926–2011) unter dem Gruppennamen „Les difficulteurs“ (deutsch: Die Verkomplifizierer) mehrere Zeichnungen in der Zeitschrift Phantomas heraus. Robert Willems war als bemerkenswerter Zeichner und Kollagist anerkannt, der sich in der Nachkriegszeit mit vielen surrealistischen oder verwandten Aktivitäten in Verbindung brachte. Ab 1945 war er mit Colinet an der Wochenzeitung Le ciel bleu beteiligt, die von Colinet, Marcel Mariën und Christian Dotremont gemeinsam geleitet wurde. 1947 war er einer der seltenen belgischen Künstler, die André Breton und Marcel Duchamp während der in Paris organisierten Internationalen Surrealistenausstellung akzeptierten. Im selben Jahr illustrierte er für Fontaine Editions zwei Werke, die von Colinet und Marcel Piqueray gemeinsam geschrieben wurden. Seine Abreise nach Léopoldville war eine Gelegenheit für seinen Onkel, die Idee einer handgeschriebenen und gezeichneten Zeitschrift zu lancieren, die Freunde, Familie und Verwandte zusammenbrachte und für das ausgewanderte Paar bestimmt war. So entstand 1949 das Kunstprojekt „Vendredi“, als Colinet seinem in Belgisch-Kongo lebenden Neffen in wöchentlicher Folge von befreundeten Künstlern gestaltete Blätter zusandte, darunter Werke von René Magritte, Marcel Mariën, Louis Scutenaire, Irène Hamoir, Marcel Broodthaers, Paul Nougé und Armand Permantier, sowie den jüngeren Künstlern Christian Dotremont, Marcel und Gabriel Piqueray und Pierre Alechinsky.
Vendredi – une correspondence surrealiste Freitag – gilt inzwischen als eine der ungewöhnlichsten Zeitschriften der belgischen Surrealisten. Diese handgeschriebene Wochenschrift, die nie offiziell veröffentlicht wurde, erschien etwas weniger als zwei Jahre lang, vom 11. November 1949 bis zum 5. Oktober 1951. Insgesamt wurden auf Initiative von Paul Colinet in Zusammenarbeit mit René Magritte mehr als 100 Ausgaben produziert. Jeden Freitag schickte Colinet das Magazin an seinen Neffen. Die Blätter, durchgehend illustriert, vereinten handschriftliche Gedichte, aber auch verschiedene Schriften, Kurzgeschichten, Witze, Zeichnungen, Collagen und Zeitungsausschnitte, erschienen als 100 Einzelausgaben mit jeweils zwei bis zehn Seiten. Eine Ausgabe von 1951 enthielten in Comicform Nachriften von dem fiktiven Dichter Amédée -Providentiel Lerebond („Das Problem des weißen Punktes anhand vierer posthumer Werke Lerebonds“) und der Katalog der „Großen Weihnachtsausstellung Lerebonds“, mit Werken wie „Hüter der Ordnung, ein Neugeborenes in einen Teich werfend“ und „Schneiderin zu Pferde vor einer Hochspannungskabine“.
Ein 992-seitige Faksimile dieser Blätter erschien 2020, mit einer Einführung von Xavier Canonne, einer Bestandsaufnahme und den Biografien aller beteiligten Künstler. Die Original-Sammlung, bestehend aus etwa 900 Seiten dünnem Papier, wurde als „ein Zeugnis belgischer surrealistischer Aktivität in ihrer spontansten Form“, mit Unterstützung der Schirmherrschaft der KBFUS, der amerikanischen philanthropischen Abteilung der König-Baudouin-Stiftung, erworben.
Vendredi ist „ein Verbindungsbrief ebenso wie eine Geste der Freundschaft und ein kollektives Unterfangen wie ein Mosaik.“ Es ist laut der Koning Boudewijnstichting/Fondation Roi-Baudouin „eines der erstaunlichsten Dokumente unter der Vielzahl surrealistischer Aktivitäten in Belgien“.